# 皮納德維爾 (新罕布什爾州)
皮納德維爾（英語：Pinardville）是位於美國新罕布什爾州希爾斯波羅縣的普查規定居民點。

## 人口
根據2020年美國人口普查的數據，皮納德維爾的面積為4.70平方千米，當中陸地面積為4.31平方千米，而水域面積為0.39平方千米。當地共有人口5034人，而人口密度為每平方千米1,071.06人。